# Luciscultura
Luciscultura (Light Verse) è un racconto fantascientifico del 1973 scritto da Isaac Asimov, facente parte del ciclo dei Robot. Pubblicato per la prima volta nel numero di settembre/ottobre del 1973 sulla rivista The Saturday Evening Post, fa parte dell'antologia Testi e note ed è presente anche in altre raccolte di racconti di Asimov.

## Trama
Avis Lardner, una dolce e simpatica vedova di un astronauta, diventata ricca dopo la morte del marito, ha reso la sua casa un museo. Sono molto apprezzate le sue lucisculture e ogni volta che viene organizzato un suo evento ce ne sono sempre delle nuove, perché alla signora Lardner non piaceva usare più di una volta le sue lucisculture. Quest’ultime erano considerate una forma d'arte in cui lei viene identificata come un vero genio.
La signora Lardner ha un comportamento eccentrico, anche se dolce, e tratta tutti i suoi robot con estrema gentilezza, come fossero suoi figli, nonostante le sia stato detto diverse volte di essere più rigida con loro per ricevere più rispetto. Inoltre, ella non ha mai fatto riparare un suo robot, nonostante capiti spesso che siano difettosi.
Uno di questi è Max, un robot che si potrebbe definire ritardato: questo perché è in grado di eseguire solamente gli ordini più semplici, e svariate volte non comprende ciò che gli viene detto, ma, nonostante ciò, la signora Lardner si rifiuta di farlo riparare, e lo ama come ama tutti gli altri robot.
Un giorno John Semper Travis, ingegnere capo della U.S. Robots, autore di un libro sulla Luciscultura e a tal punto appassionato ad essa da poterlo definire fanatico, si reca ad un ricevimento della signora Lardner e, incontrato il robot Max, lo ripara di sua iniziativa. Non appena avvisa la signora Lardner della riparazione ella si altera, rivelando che era il robot il vero autore delle sue lucisculture. Dopo questa rivelazione, in un accesso di rabbia accoltella a morte il signor Travis, che sembra quasi desiderare la morte.

## Riferimenti in altre opere
La Luciscultura è presente anche nel romanzo di Asimov Il sole nudo, in cui Gladia Delmarre è autrice di alcune lucisculture e ne dedica una ad Elijah Baley. Inoltre, l'idea che un robot possa essere creativo appare anche nel racconto de L'uomo bicentenario.